# Svjatlana Kudzelič
Svjatlana Michajlaŭna Kudzelič, accreditata come Sviatlana Kudzelich dalla World Athletics (in bielorusso Сьвятлана Міхайлаўна Кудзеліч?; 7 maggio 1987), è una siepista, mezzofondista e maratoneta bielorussa.

## Palmarès
| Anno | Manifestazione   | Sede           | Evento        | Risultato | Prestazione | Note                                     |
| ---- | ---------------- | -------------- | ------------- | --------- | ----------- | ---------------------------------------- |
| 2009 | Europei under 23 | Kaunas         | 5000 m piani  | Argento   | 16'03"85    |                                          |
| 2009 | Europei under 23 | Kaunas         | 10000 m piani | 5ª        | 34'15"12    |                                          |
| 2010 | Europei          | Barcellona     | 10000 m piani | 8ª        | 33'31"33    |                                          |
| 2012 | Europei          | Helsinki       | 3000 m siepi  | Batteria  | dq          |                                          |
| 2012 | Giochi olimpici  | Londra         | 3000 m siepi  | Batteria  | 9'54"77     |                                          |
| 2014 | Europei          | Zurigo         | 3000 m siepi  | 4ª        | 9'30"99     | Miglior prestazione personale            |
| 2015 | Europei indoor   | Praga          | 3000 m piani  | Argento   | 8'48"02     | Miglior prestazione personale            |
| 2015 | Mondiali         | Pechino        | 3000 m siepi  | Batteria  | dnf         |                                          |
| 2016 | Mondiali indoor  | Portland       | 3000 m piani  | 10ª       | 9'17"45     |                                          |
| 2016 | Giochi olimpici  | Rio de Janeiro | 3000 m siepi  | Batteria  | 9'32"93     | Miglior prestazione personale stagionale |
| 2017 | Europei indoor   | Belgrado       | 3000 m piani  | Batteria  | 9'03"21     | Miglior prestazione personale stagionale |
| 2018 | Europei          | Berlino        | 3000 m siepi  | Batteria  | 9'47"89     | Miglior prestazione personale stagionale |
| 2019 | Mondiali         | Doha           | Maratona      | 32ª       | 3h00'38"    |                                          |

## Campionati nazionali
2005
- 11ª ai campionati bielorussi indoor, 1500 m piani - 4'46"34

2007
- 4ª ai campionati bielorussi, 5000 m piani - 16'39"66
- Bronzo ai campionati bielorussi, 1500 m piani - 4'29"73

2008
- 4ª ai campionati bielorussi, 5000 m piani - 16'21"12
- 4ª ai campionati bielorussi, 1500 m piani - 4'26"28
- 5ª ai campionati bielorussi indoor, 3000 m piani - 9'56"54

2009
- Oro ai campionati bielorussi, 5000 m piani - 15'57"22

2010
- Argento ai campionati bielorussi, 5000 m piani - 15'59"06
- Argento ai campionati bielorussi indoor, 3000 m piani - 9'16"89

2011
- Argento ai campionati bielorussi, 5000 m piani - 15'55"94
- Oro ai campionati bielorussi indoor, 3000 m piani - 9'13"79

2012
- Argento ai campionati bielorussi indoor, 3000 m piani - 9'18"69

2013
- Argento ai campionati bielorussi, 3000 m siepi - 10'09"49
- Oro ai campionati bielorussi indoor, 3000 m piani - 9'13"57
- Oro ai campionati bielorussi indoor, 1500 m piani - 4'20"85

2014
- Oro ai campionati bielorussi, 3000 m siepi - 9'43"94
- Oro ai campionati bielorussi, 1500 m piani - 4'10"70
- Oro ai campionati bielorussi indoor, 3000 m piani - 9'08"77

2015
- Oro ai campionati bielorussi indoor, 3000 m piani - 8'55"94

2016
- 4ª ai campionati bielorussi, 1500 m piani - 4'23"85
- Oro ai campionati bielorussi indoor, 3000 m piani - 9'10"40

2017
- Bronzo ai campionati bielorussi indoor, 3000 m piani - 9'12"08
- Argento ai campionati bielorussi indoor, 1500 m piani - 4'22"04

2018
- Argento ai campionati bielorussi, 5000 m piani - 16'07"76

2019
- Bronzo ai campionati bielorussi, 10000 m piani - 34'08"68

2020
- Argento ai campionati bielorussi, 10000 m piani - 33'20"00
- Argento ai campionati bielorussi, 5000 m piani - 15'54"13

## Altre competizioni internazionali
2014
- Argento all'ISTAF Berlin ( Berlino), 3000 m siepi - 9'27"95
- 6ª al DN Galan ( Stoccolma), 3000 m siepi - 9'30"54

2015
- Bronzo all'Adidas Grand Prix ( New York), 3000 m siepi - 9'31"70

2018
- 8ª alla BOclassic ( Bolzano), 5 km - 16'51"

2019
- 5ª alla Maratona di Varsavia ( Varsavia) - 2h31'20"
- 9ª alla BOclassic ( Bolzano), 5 km - 16'37"